# Leucoloma seychellense
Leucoloma seychellense är en bladmossart som beskrevs av Bescherelle 1880. Leucoloma seychellense ingår i släktet Leucoloma och familjen Dicranaceae. Inga underarter finns listade i Catalogue of Life.